# Бугровое (Амурская область)
Бугровое — упразднённое село в Тамбовском районе Амурской области России. Исключено из учётных данных в 1979 году.

## География
Село располагалось у озера Лопухи, на расстоянии примерно 5 километров (по прямой) к северо-западу от села Муравьёвка.

## История
По данным 1926 года в выселке Бугровом имелось 52 хозяйства (51 крестьянского типа и 1 прочих) и проживало 343 человека (179 мужчин и 164 женщины). В национальном составе населения преобладали русские. В административном отношении входил в состав Корфовского сельсовета Тамбовского района Амурского округа Дальневосточного края.
Решением Амурского исполкома от 23 мая 1979 года года № 246, село Бугровое исключено из учётных данных как несуществующее.